# Odiellus zecariensis
Odiellus zecariensis is een hooiwagen uit de familie echte hooiwagens (Phalangiidae).